# 中山輝也
中山 輝也（なかやま てるや、1937年6月9日 - ）は、日本の実業家、地質学の専門家。

## 経歴
新潟県新発田市出身。1952年に新潟市立関屋中学校、1956年に新潟県立新潟高等学校、1960年に新潟大学理学部を卒業した。技術士（応用理学部門）の資格を持つ。
1960年の応用地質株式会社、1961年からの新潟県企業局の土木部を経て、1973年（昭和48年）に北日本技術コンサルタント株式会社（現、株式会社キタック）を設立。
1979年、大湿地帯で食物生産がまともにできなかった中華人民共和国の三江平原を農業地帯として開発するプロジェクトに参加、当時42歳で最年少だったが、専門知識があっただけでなく過去に訪中経験があったことからプロジェクトチームの亀田郷土地改良区の理事長であった佐野藤三郎に声をかけられ、対中国初の政府開発援助である竜頭橋ダム建設事業に貢献した。
地域貢献をモットーに1989年（平成元年）に財団法人産業地質科学研究所（財団法人環境地質科学研究所改称後、2011年解散）を設立。2010年には渋沢栄一賞を受賞している。

## 主な公職
- 株式会社キタック代表取締役会長（2017年1月〜）
- 新潟経済同友会特別幹事
- 新潟商工会議所常議員
- 社団法人日本技術士会特別顧問
- 社団法人日本技術士会日韓技術士会議実行委員会委員長
- 特定非営利活動法人新潟県対外科学技術交流協会理事長
- 公益財団法人 知足美術館代表理事
- 在新潟モンゴル国名誉領事館名誉領事